# Impactos da pandemia de COVID-19 na religião
A pandemia de COVID-19 impactou a religião de várias maneiras, incluindo o cancelamento dos cultos de várias religiões, o fechamento das escolas dominicais, e o cancelamento de peregrinações em torno de festas e festivais. Muitas igrejas, sinagogas, mesquitas e templos ofereceram adoração através da transmissão ao vivo em meio à pandemia. As uniões de alívio de organizações religiosas enviaram suprimentos de desinfecção, respiradores purificadores de ar, protetores faciais, luvas, reagentes de detecção de ácido nucleico de coronavírus, ventiladores, monitores de pacientes, bombas de seringa, bombas de infusão e alimentos para as áreas afetadas. Outras igrejas oferecem testes de COVID-19 gratuitos ao público. Adeptos de várias religiões se reuniram para orar pelo fim da pandemia do COVID-19, pelas pessoas afetadas por ela, bem como pela sabedoria dos médicos e cientistas no combate à doença. Nos Estados Unidos, o presidente Donald Trump designou 15 de março de 2020 como um dia nacional de oração para "a mão curadora de Deus a ser colocada sobre o povo de nossa nação". No Brasil, o presidente Jair Bolsonaro e sua esposa designou 5 de abril de 2020 como um dia nacional de jejum e oração
O Papa Francisco defendeu publicamente a vacinação e condenou a desinformação sobre a pandemia.

## Igreja Católica

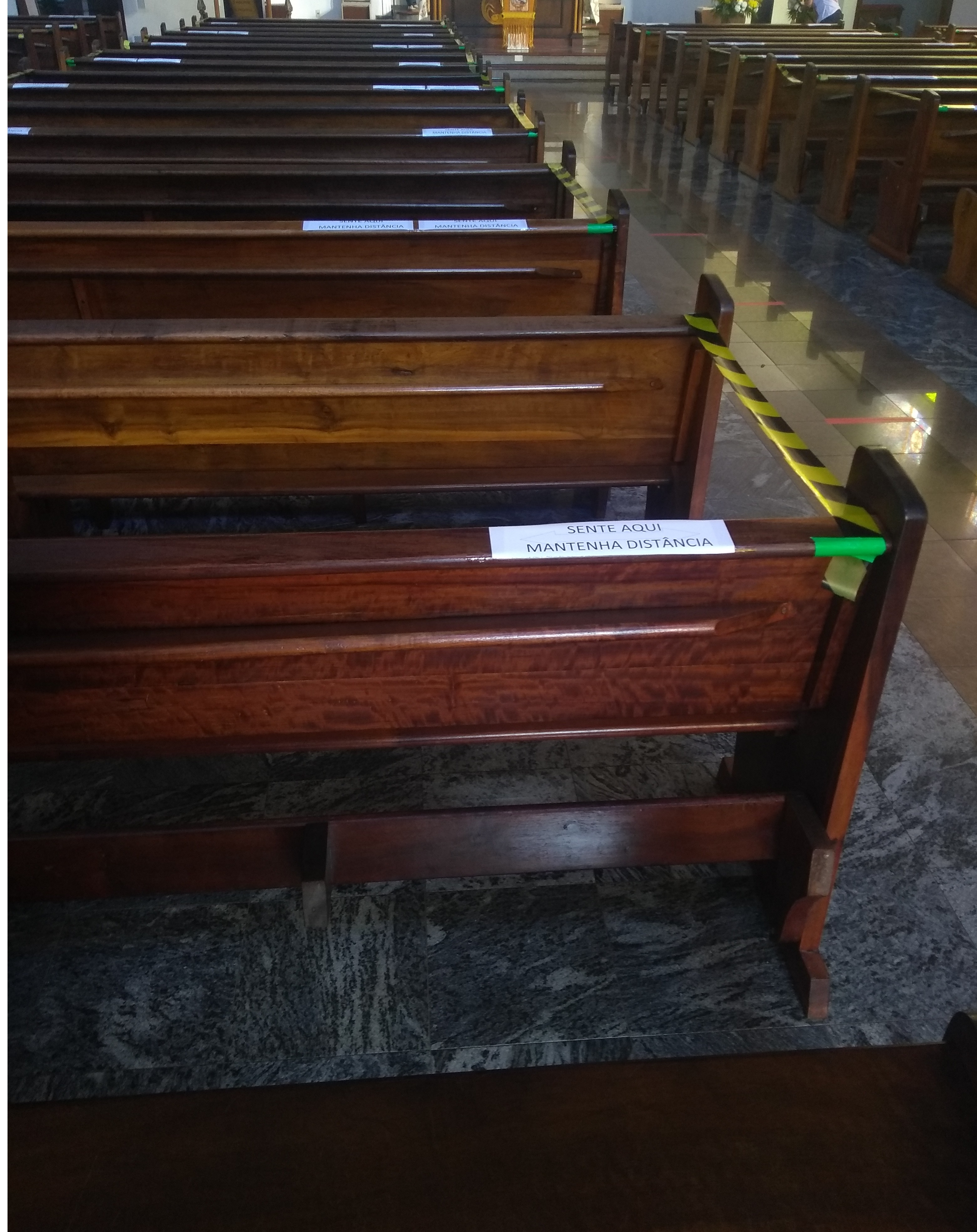
Paróquia Santo Antônio em Mogi Guaçu, Brasil, com bancos lacrados para se manter o distanciamento social, durante a pandemia de COVID-19.

No mundo todo, muitas igrejas suspenderam a presença dos fiéis em suas missas, e tiveram de recorrer a serviços virtuais de transmissão das celebrações, como via live streaming ou outros meios, com televisão e rádio. O Vaticano anunciou que as celebrações da Semana Santa em Roma, que ocorrem ao fim do período penitencial cristão da Quaresma, seriam canceladas, sendo a mesma atitude seguida por diversas dioceses do mundo todo. A Diocese de Roma fechou suas igrejas e capelas, a Praça de São Pedro ficou vazia de fiéis, enquanto outras dioceses, embora tenham cancelado as missas, mantiveram suas igrejas abertas para oração. Devido à interrupção de diversas atividades religiosas católicas (se não sua totalidade), o Papa Francisco incentivou muito a oração do santo terço.

### Comissão Vaticana COVID-19
No dia 20 de março de 2020, o Papa Francisco anunciou o lançamento da Comissão Vaticana COVID-19, sob a direção do Dicasterio para o Serviço do Desenvolvimento Humano Integral, para pensar no pós-COVID.

### Bênçãourbi et orbi
Em 27 de março, o Papa Francisco concedeu a bênção apostólica Urbi et Orbi, normalmente reservada para o Natal e a Páscoa. A bênção ocorreu na Praça de São Pedro vazia após uma oração pela saúde de todo o mundo. Para a oração, o Pontífice utilizou o crucifixo de San Marcello al Corso que havia sido levado em procissão pelas ruas de Roma durante a cura milagrosa da peste negra, em 1522. O dia da celebração religiosa foi o pico de mortes diárias por coronavírus em território italiano, com registro de 969 óbitos. No dia seguinte, o número foi para 889, depois para 756. Houve dias com um registro maior que o dia anterior. Os números, porém, não superaram mais o registrado em 27 de março.